# Diego del Castillo de Villasante
Diego del Castillo de Villasante (Vadillo de la Guareña, Zamora o Molina de Aragón, Guadalajara, finales del siglo XV – Valladolid, 11 de diciembre de 1552) fue un destacado jurista y funcionario del reino de Castilla. Fue fiscal en los tribunales reales de Navarra, letrado de Contaduría, alcalde de Casa y Corte y miembro del Consejo Real de Castilla. Según Gonzalo Díaz y Bernardo Alonso Rodríguez, existió un contemporáneo homónimo, autor de obras morales, con el que frecuentemente se le confunde.

## Origen y Formación
Diego del Castillo de Villasante nació en el seno de una familia hidalga de Castilla, hijo de Rodrigo del Castillo y Leonor de Villasante, quienes pertenecían a la baja nobleza. Este linaje familiar le brindó la oportunidad de acceder a una educación de élite, en una época en la que la formación universitaria estaba reservada principalmente para la nobleza y el clero.

## Carrera Académica en Bolonia
Diego del Castillo de Villasante desempeñó varios cargos importantes en Bolonia, reflejando su compromiso y habilidades académicas. A los aproximadamente 15 años, fue admitido en el prestigioso Real Colegio de España, una institución fundada por el cardenal Gil de Albornoz en el siglo XIV con el propósito de formar a jóvenes españoles en derecho y teología en la influyente Universidad de Bolonia. Su ingreso al Colegio el 14 de julio de 1515 fue posible gracias al patrocinio del cardenal Francisco Ximénez de Cisneros, figura clave en la reforma de la Iglesia y defensor del humanismo renacentista, que promovía una formación integral basada en los valores clásicos y una visión ética del servicio público. Este apoyo sugiere que la familia de Diego contaba con conexiones importantes en el ámbito político y religioso de Castilla.
Entre 1517 y 1518, Castillo de Villasante ocupó el cargo de síndico, lo que le permitió representar a los estudiantes y gestionar asuntos administrativos dentro del Colegio. Este rol era fundamental para la defensa de los derechos e intereses de los estudiantes españoles, especialmente en un momento en que la presencia de estudiantes en Italia era significativa y Bolonia se establecía como un centro clave para la formación de juristas y teólogos.
Entre 1521 y 1522, fue nombrado consiliario canonista, lo que le permitió participar activamente en la toma de decisiones relacionadas con el derecho canónico, esencial para la administración de la justicia eclesiástica en el Reino de Castilla. Este rol le brindó la oportunidad de profundizar su conocimiento sobre la ley y su aplicación práctica en el ámbito religioso, lo que sería crucial para su futura carrera administrativa.
Además, se desempeñó como lector ordinario de obras fundamentales, como el Digesto medio y el Inforciato, textos clave en el estudio del derecho romano y canónico, respectivamente. El Digesto, parte del Corpus Iuris Civilis de Justiniano, contiene extractos de los mejores juristas romanos y ha sido fundamental en la formación de juristas a lo largo de los siglos. Por su parte, el Inforciato es un compendio de derecho canónico que se utilizó ampliamente en las universidades europeas.
El 30 de abril de 1523, Diego del Castillo de Villasante logró su doctorado en ambos derechos, civil y canónico, lo que certificó su sólida formación jurídica y le otorgó un estatus elevado en el ámbito académico. Este logro no solo subrayó su dedicación y capacidad intelectual, sino que también le abrió las puertas para regresar a España y comenzar su carrera en la administración pública, donde sus conocimientos y habilidades serían puestos al servicio del Reino de Castilla.
La formación que recibió en Bolonia fue fundamental para su éxito posterior, ya que los conocimientos adquiridos en esta universidad influyeron no solo en su enfoque de la justicia, sino que también le proporcionaron una visión humanista y ética del servicio público. Esto marcaría su contribución a la justicia y el buen gobierno en los diversos cargos que ocuparía en el Consejo Real de Castilla y en otros ámbitos del gobierno.
Adicionalmente, su experiencia en una de las universidades más antiguas y respetadas de Europa le permitió establecer una red de contactos que sería vital en su futura carrera. Los ideales del humanismo renacentista, que enfatizaban el valor del conocimiento y el servicio a la comunidad, se integrarían en su enfoque hacia la administración pública, promoviendo una perspectiva que equilibraba la ley con la ética y la moral en la toma de decisiones.
Finalmente, su sólida base académica y su compromiso con el servicio público se manifestaron en su actuación posterior, donde defendió los intereses de la justicia y promovió el bienestar de la sociedad en su papel dentro del Consejo Real y otras instituciones de la época.

## Carrera Judicial y Administración Pública

### Inicios en la Administración
Diego del Castillo de Villasante inició su carrera administrativa como juez de residencia en Burgos entre 1530 y 1531. Este cargo le permitió supervisar el funcionamiento de la justicia en la región, investigando las quejas y denunciando la corrupción. En 1532, fue designado fiscal de los tribunales reales de Navarra, un puesto de considerable importancia en el que desempeñó funciones judiciales que involucraban la defensa de la ley y la persecución de delitos. Mantuvo este cargo hasta 1535, cuando fue reemplazado por el licenciado Diego Obando. Su desempeño en este puesto fue el primero de una serie de cargos que consolidarían su reputación como un jurista riguroso y eficaz.

### Colaboración en la Contaduría Real
A raíz de la creciente necesidad de letrados en la contaduría imperial de Carlos V, Castillo de Villasante fue nombrado para colaborar con el licenciado Galindo el 17 de abril de 1535. Este trabajo en la contaduría implicaba la supervisión de los ingresos y gastos de la Corona, un rol crucial para asegurar la transparencia y eficiencia financiera del gobierno. Su capacidad para manejar asuntos financieros y administrativos lo llevó a ser designado alcalde de Casa y Corte en 1536, cargo que asumió en Valladolid el 6 de julio de ese año. Como alcalde, su responsabilidad incluía la administración de justicia en la capital, donde tuvo que coordinar diversas funciones gubernamentales y judiciales.

### Reconocimientos y Distinciones
En 1538, el emperador Carlos V reconoció su lealtad y destrezas designando paje a su hijo Rodrigo Castillo de Villasante, un honor que reflejaba la confianza de la Corte en su familia. Entre sus logros como funcionario, destaca su colaboración en el esclarecimiento del asesinato del licenciado Manzanedo, en coordinación con la Chancillería de Valladolid. Este caso atrajo la atención pública y su eficiente manejo le valió un reconocimiento significativo en la Corte, elevando aún más su estatus como jurista.

### Cargos Posteriores y Servicios a Felipe II
Posteriormente, fue designado corregidor interino de Ponferrada el 3 de julio de 1541, donde continuó su labor de administración de justicia. Durante el reinado de Felipe II, colaboró en la escolta de la princesa María Manuela hasta Salamanca para su boda con el príncipe, un cargo que reflejaba la confianza del monarca en sus capacidades. Su habilidad administrativa le permitió escalar posiciones y, el 11 de febrero de 1548, se convirtió en miembro del Consejo Real, donde participó en decisiones de gran relevancia para el reino.
En el Consejo Real, asumió en 1551 la presidencia del Concejo de la Mesta, un organismo clave para la regulación de la ganadería y el comercio de lana en Castilla. Castillo de Villasante mantuvo lealtad hacia Fernando Niño, presidente de la Mesta, en sus disputas con el inquisidor general Fernando de Valdés y Salas, lo que destaca su capacidad para manejar conflictos en el contexto de la administración pública, además de su compromiso con los intereses de la economía agraria de la época.

## Muerte y Legado
Diego del Castillo de Villasante falleció el 11 de diciembre de 1552 en Valladolid, dejando un legado significativo en el ámbito jurídico y administrativo del Reino de Castilla. Su muerte fue lamentada en la Corte, donde había sido una figura influyente tanto por su competencia profesional como por su integridad personal. Durante su carrera, se había ganado el respeto de sus colegas y superiores, siendo considerado un jurista riguroso y un administrador eficaz.
El príncipe Felipe II, mostrando su aprecio por los servicios prestados por Castillo de Villasante, facilitó favores y mercedes a sus hijos tras la muerte de su padre. Esto no solo refleja la estima que se tenía hacia Diego, sino que también ayudó a mantener la posición de su familia en la sociedad, asegurando oportunidades para sus descendientes en un tiempo donde las conexiones familiares eran cruciales para el éxito en la carrera pública.
Su legado perduró en el ámbito jurídico, donde su enfoque ético y su conocimiento del derecho canónico y civil influyeron en la formación de otros juristas de la época. Castillo de Villasante contribuyó al desarrollo de la jurisprudencia en Castilla, destacando la importancia de la moralidad y la justicia en la administración pública. Su trabajo en el Consejo Real de Castilla y en la Chancillería de Valladolid dejó una huella que sería recordada por las generaciones posteriores.
Además, su familia continuó su legado en el servicio público. Su hijo, Rodrigo Castillo de Villasante, al ser nombrado paje del emperador, siguió la tradición de servicio a la Corona, lo que indica que la influencia de Diego se extendió más allá de su propia vida, estableciendo una línea familiar comprometida con la administración y la justicia en el reino.

## Matrimonio y Descendencia
Diego del Castillo de Villasante contrajo matrimonio con Leonor de Guzmán, una unión que unió a dos familias de la nobleza castellana en un momento crucial de la historia del Reino de Castilla. Aunque la fecha exacta de su matrimonio no se documenta con precisión, se estima que tuvo lugar en la década de 1520, periodo en el cual Diego comenzaba a consolidar su carrera en la administración pública. Esta alianza no solo fortaleció sus vínculos sociales y políticos, sino que también aseguró una base sólida para su familia en el contexto de la corte y la administración pública, donde las conexiones familiares eran vitales para el éxito.
La pareja tuvo varios hijos, entre los que destacan:
- Rodrigo Castillo de Villasante (nacido en 1522), fue nombrado paje del emperador Carlos I de España en 1538, un cargo que refleja la influencia y el estatus de su familia en la corte. Este nombramiento le permitió establecer conexiones importantes en la corte real, asegurando la continuidad de la familia en el servicio a la Corona.[20] Rodrigo también se destacó por su implicación en asuntos de la administración real y, como su padre, abogó por los intereses de la justicia en su entorno.
- Alonso del Castillo Carvajal (nacido ca. 1524), también sirvió a la Corona en diversas capacidades. Alonso continuó el legado de su padre en el ámbito público y administrativo, ocupando cargos que le permitieron influir en la política local y en la justicia en Castilla. Su carrera refleja la tradición familiar de servicio a la Corona y el compromiso con los principios de gobernanza y justicia.[21]

## Obras
Algunas obras atribuidas a Diego del Castillo de Villasante podrían corresponder a su homónimo, quien también fue autor de tratados morales. Entre ellas destacan:
- Tratado de cuentas. Burgos, 1522; ediciones posteriores en Salamanca (1542, 1551 y 1552). Esta obra trata sobre la rendición de cuentas en la administración de bienes ajenos, ofreciendo directrices esenciales para los administradores y tutores de la época, promoviendo la transparencia y la ética en la gestión.[22]
- De Duello Tractatum y Remedio de Desafíos. Turín, 1525. Este tratado aborda la práctica del duelo y ofrece soluciones legales y morales a los desafíos que surgían en la sociedad de su tiempo, reflejando la importancia de la honra en la cultura española del Renacimiento.[23]
- Las Leyes de Toro glosadas. Burgos, 1527; ediciones posteriores en Salamanca (1544) y en Medina del Campo (1553). Esta obra consiste en una exhaustiva glosa de las leyes promulgadas en los Cortes de Toro, fundamentales para la legislación castellana, y se considera un texto esencial para el estudio del derecho español.[24]
- Tratado muy útil y provechoso en reprobación de los juegos y no menos provechoso para la vida y estado de los hombres. Valladolid: Nicolás Tyerri, 1528. Esta obra aborda los peligros de los juegos de azar y sus implicaciones morales, haciendo un llamado a la responsabilidad social y la ética personal en la conducta.[25]
- Doctrinal de confesores en casos de restitución. Alcalá de Henares, 1552. Este tratado es una guía para confesores sobre cómo manejar casos de restitución, enfatizando la importancia de la justicia y la rectitud en el ámbito religioso.[26]
- In leges Tauri laurentaria. Medina del Campo, 1553. En este texto, Castillo de Villasante analiza las leyes de Toro desde una perspectiva jurídica y canonista, ofreciendo interpretaciones relevantes para la práctica legal en su tiempo.[27]
- Tratado de las apariencias y de las maneras de vivir. 1555, esta obra discute las costumbres sociales y las apariencias en la vida cotidiana, exhortando a los lectores a vivir con integridad y autenticidad, valores que eran cruciales en la moralidad del Renacimiento.[28]
- Sátira invectiva contra los tahures. Sevilla: Martín de Montesdeoca, 1557. En esta sátira, Castillo de Villasante critica las prácticas de juego y los tahúres, utilizando el humor y la crítica social para exponer los vicios de su tiempo y promover una moralidad más elevada.[29]
- Commentaria in Partitas. Manuscrito. Esta obra, que se encuentra en formato manuscrito, contiene comentarios sobre diversas leyes y principios jurídicos. Aunque no se ha publicado ampliamente, es un reflejo del pensamiento jurídico de Castillo de Villasante y su interpretación de las leyes.[30]
- De Testamentis. Se trata de una obra que discute las disposiciones testamentarias y la importancia de la legalidad en los actos de disposición de bienes, reflejando la preocupación de Castillo de Villasante por el derecho sucesorio en su época.[31]